# جرح
الجرح هو انشقاق على مستوى الحاجز الجلدي للجسم، وهو النوع الموجود في غالب الإصابات، ويعود السبب إلى تمزق، أو قطع، أو ثقب في الجلد.
إذا جرحت يدك بأداة حادة فإن الجرح يلتئم من نفسه بعد ثلاثة أيام ويعود إلى ما كان عليه قبل الإصابة، وذلك لأن الجسم له القدرة في تلك الحالة على علاج نفسه، ففي حالة الجرح تسرع الصفائح الدموية وتلصق نفسها على الجرح ويحدث للدم إرقاء لمنع النزيف، وتأتي كرات الدم البيضاء للقضاء على أي ميكروبات أو جراثيم تكون قد أصابت الجرح، وتنقل الخلايا المجروحة، وبعد يومين أو ثلاثة أيام يتكون نسيج حبيبي وأنسجة بدنية جديدة، ثم تمتد إليها أوعية دموية رقيقة لإمداد النسيج الجديد بالدم وتغذيته، لهذا يبدو الجلد محمر اللون.

## تصنيف
- سحجات.
- رضوض أو كدمات.
- جرح قطعي.
- جرح رضي (متهتك أو متمزق).

- - جرح قلعي أو نزعي أو مزعي.
  - إصابة هرسية.

- جرح طعني (وخزي).

- - جرح وخزي نافذ.
  - جرح وخزي مخترق.

- جرح ناري.

- - جرح ناري نافذ (أعمى).
  - جرح ناري مخترق.

- جرح ملفق أو مصطنع.
- جرح اتقائي (دفاعي).
- حرق.

## الأوعية الدموية
ارتفاع ضغط الدم يتسبب أحيانا في حدوث تمزق ميكروسكوبي في الجدار الداخلي للأوعية الدموية، فتسرع الصفائح الدموية لسد الجرح وتتراكم، فيضيق بذلك الوعاء الدموي، ويقل مرور الدم فيه إلى العضو الذي يغذيه.

## من أنواع الجروح

### الجروح المفتوحة
- بضع.
- تهتك أو تمزق.
- القلع.
- جرح الوخز.
- جرح نافذ.
- إصابة بالعيارات النارية أو القذائف.

### الجروح المغلقة
- الرضوض أو الكدمات
- ورم دموي وقد تكون بسبب حبرة أو رضة وغيرها.
- السحجات

## اقرأ أيضاً
- خياطة تنجيدية عمودية